# Magdalena de Burbon-Busset
Magdalena de Burbon-Busset, Maria Magdalena Iwona de Burbon-Busset (ur. 23 marca 1898 w Paryżu, zm. 1 września 1984 tamże) – tytularna księżniczka Parmy od 1974, żona Ksawerego Parmeńskiego (1889–1977) – karlistowskiego pretendenta na hiszpański tron, od 1952 karlistowska królowa Hiszpanii.

## Życiorys
Magdalena de Burbon-Busset urodziła się w dynastii królów Burbon-Busset, którą zapoczątkował w linii męskiej Ludwik de Burbon (1438–1482), książę krwi, biskup Liège przez małżeństwo z Katarzyną de Gueldres (1440–1497). De Burbon-Busset była córką Jerzego de Burbon-Busset (1860–1932) i Marii Józefiny Joanny de Kerret-Quillien (1866–1958).
Ksawery Parmeński i Magdalena de Burbon-Busset wzięli ślub 12 listopada 1927 na zamku Lignières – (fr. Château de Lignières) w Cher. Para zamieszkała w Burbonii, gdzie Parmeński zarządzał ziemiami swojej żony. Małżeństwo nie zostało wówczas uznane za dynastyczne ani przez księcia Eliasza Parmeńskiego, starszego, przyrodniego brata Ksawerego Parmeńskiego, który pełnił obowiązki w dynastii Burbon-Parmeńscy, ani przez starszych Burbonów z hiszpańskiej strony, np. Alfonsa XIII Burbona. Dopiero po czasie związek ten został uznany przez Roberta II Parmeńskiego, tytularnego księcia Parmy i Piacenzy oraz przez pretendenta karlistowskiego, Alfonsa Karola Burbona.
W 1936, Alfons Karol Burbon, ostatni niekwestionowany szef ruchu karlistowskiego mianował Ksawerego Parmeńskiego regentem karlistów. Magdalena de Burbon-Busset wspierała działania polityczne i poglądy społeczne męża.
De Burbon-Busset była autorką „Catherine de Médicis”, opublikowanej we Francji, w 1940.

Herb książąt Parmy.
Herb książąt Burbon-Parmeńscy.
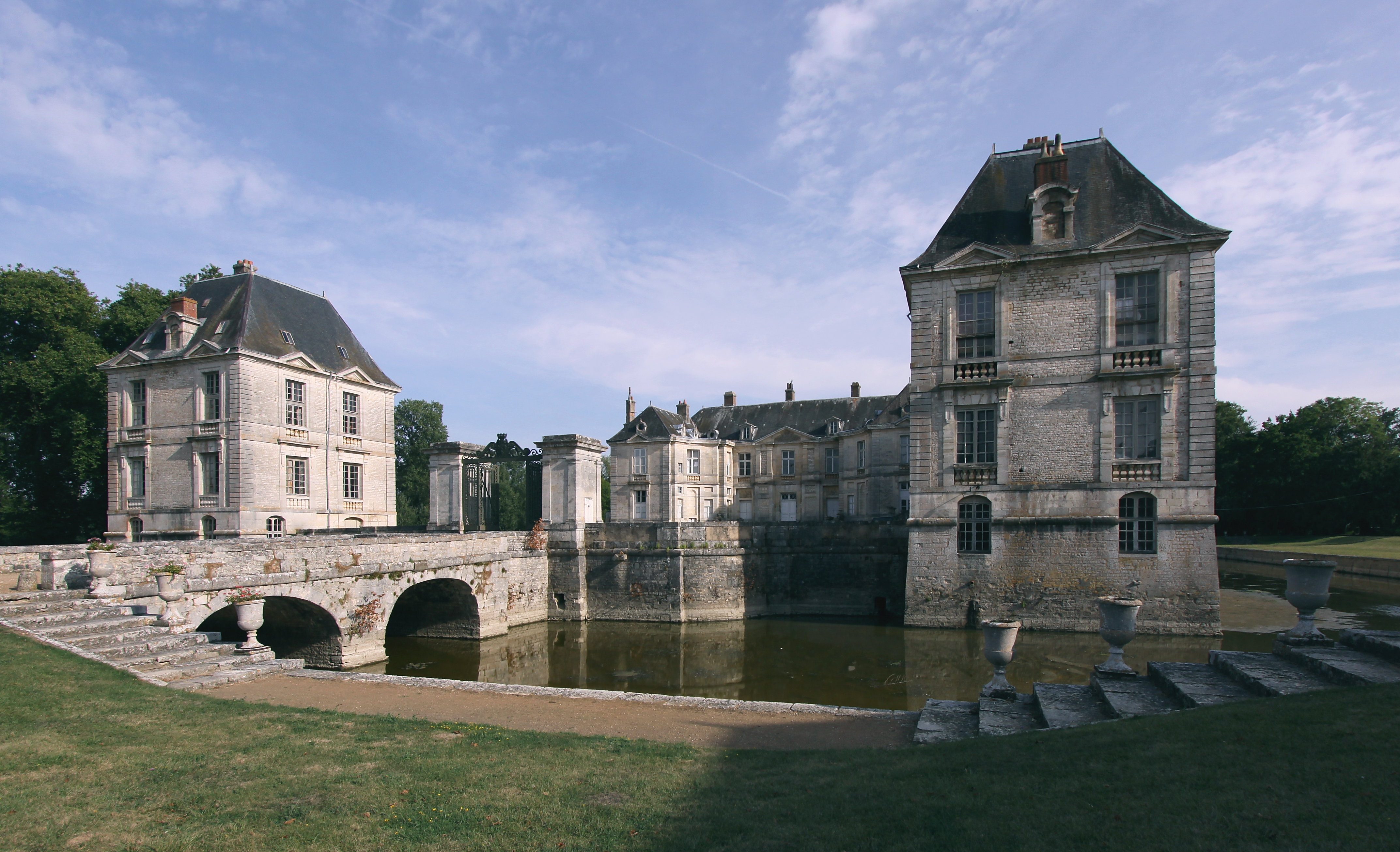
Zamek Lignières.